# Manowo Majątek
Manowo Majątek – zlikwidowany przystanek Koszalińskiej Kolei Wąskotorowej w Manowie, w województwie zachodniopomorskim, w Polsce. Przystanek został zlikwidowany po 1945 roku.